# The Frustrators
The Frustrators is een punkband opgericht door zanger Jason Chandler, gitarist en zanger Terry Linehan, drummer Art Tedeschi, en basgitarist en zanger Mike Dirnt.
Het debuutalbum van de band, Achtung Jackass, werd uitgegeven op 5 maart door Adeline Records. The Frustrators heeft in totaal twee ep's uitgegeven via Adeline Records en één studioalbum via de labels Adeline en Dr. Strange.

## Discografie
- Bored in the USA (2000, Adeline Records)
- Achtung Jackass (2002, Adeline Records)
- Griller (2011, Adeline Records/Dr. Strange Records)